# (9028) Konrádbeneš
(9028) Konrádbeneš est un astéroïde de la ceinture principale.

## Description
(9028) Konrádbeneš est un astéroïde de la ceinture principale. Il fut découvert le 26 janvier 1989 à l'Observatoire Kleť par Antonín Mrkos. Il présente une orbite caractérisée par un demi-grand axe de 2,45 UA, une excentricité de 0,16 et une inclinaison de 4,1° par rapport à l'écliptique.

## Compléments